# Металлополимеры
Металлополимеры или металлонаполненные пластики — многокомпонентные композиционные составы в виде пластической массы с металлическими наполнителями, которыми могут быть волокна, порошки или ленты из разнообразных металлов (железо, медь, никель, серебро, олово, алюминий, свинец, кадмий, цинк, цирконий, молибден, вольфрам, платина) или их сплавов, металлизированных порошков, металлических стёкол, а также — волокон органической или неорганической природы. В качестве связующей основы в них применяются термореактивные и термопластичные полимеры (поливинилхлорид, полипропилен, полиамиды, полиэтилен, фторопласты, полиэфирные, феноло-формальдегидные, кремнийорганические, эпоксидные смолы и др.), каучуки и другие материалы.

## Применение
В общем случае по сравнению с исходными полимерами металлополимеры обладают более высокой теплопроводностью, электропроводимостью, прочностью и термостойкостью. При проектировании многих изделий металлополимерами заменяются прежде всего те металлы, которые должны иметь высокую теплопроводность и низкий температурный коэффициент расширения (например в некоторых деталях подшипников). Нередко металлополимеры становятся основой для электропроводящих клеёв, герметиков, экранов для защиты от электромагнитных полей и воздействия ионизирующего излучения. Из них также производят магнитные ленты, устройства для отвода статического электричества и др.

## Состав и свойства
Металлические наполнители придают металлополимерным материалам весьма интересные и специфические свойства. Например:
- внесение в полимер наполнителей на основе железа и его сплавов придаёт созданным материалам магнитные свойства,
- внесение серебра, меди, алюминия или их сплавов повышает теплопроводность и электропроводимость,
- внесение алюминия, никеля или серебра снижает паро- и газопроницаемость,
- внесение свинца, цинка, циркония, молибдена или их сплавов понижает коэффициент трения,
- внесение свинца, кадмия или вольфрама снижает проницаемость для ионизирующих излучений.

Прочность металлополимеров существенным образом зависит от адгезии металлического наполнителя со своим полимерным связующим. Наивысшие значения прочности достигаются, когда частицы металла удаётся создать в толще полимера, олигомера или мономера, так как в ходе своего формирования они обладают очень высокой реакционной способностью.